# Chaudenay-le-Château
Chaudenay-le-Château è un comune francese di 44 abitanti situato nel dipartimento della Côte-d'Or nella regione della Borgogna-Franca Contea.

## Società

### Evoluzione demografica
Abitanti censiti